# Kniaże (rejon złoczowski)
Kniaże (ukr. Княже) – wieś w rejonie złoczowskim obwodu lwowskiego Ukrainy. Do scalenia w 1934 r. w II Rzeczypospolitej miejscowość była siedzibą gminy wiejskiej w powiecie złoczowskim województwa tarnopolskiego. 
W latach 1939–1944 nacjonaliści ukraińscy z OUN-UPA zamordowali tutaj 31 Polaków.
Znajduje się tu przystanek kolejowy Kniaże (dawniej stacja kolejowa), położony na linii Tarnopol – Lwów.

## Położenie
Na podstawie Słownika geograficznego Królestwa Polskiego i innych krajów słowiańskich: wieś w powiecie złoczowskim, położona 9 km na północny-zachód od Złoczowa.

## Znane osoby
- Myrosław Marusyn – urodzony w Kniażach, arcybiskup tytularny Cadi i sekretarz Kongregacji ds. Kościołów Wschodnich do 2001 r.